# Chiesa di San Martino (Groninga)
La chiesa di San Martino, in olandese Martinikerk, è il principale luogo di culto della città di Groninga, Paesi Bassi.
Sorge nel centrale Grote Markt, la piazza del Mercato Grande, affiancata dall'alta torre di 96,8 metri d'altezza.
Costituisce un notevole esempio dell'architettura gotica del Paese.

## Storia

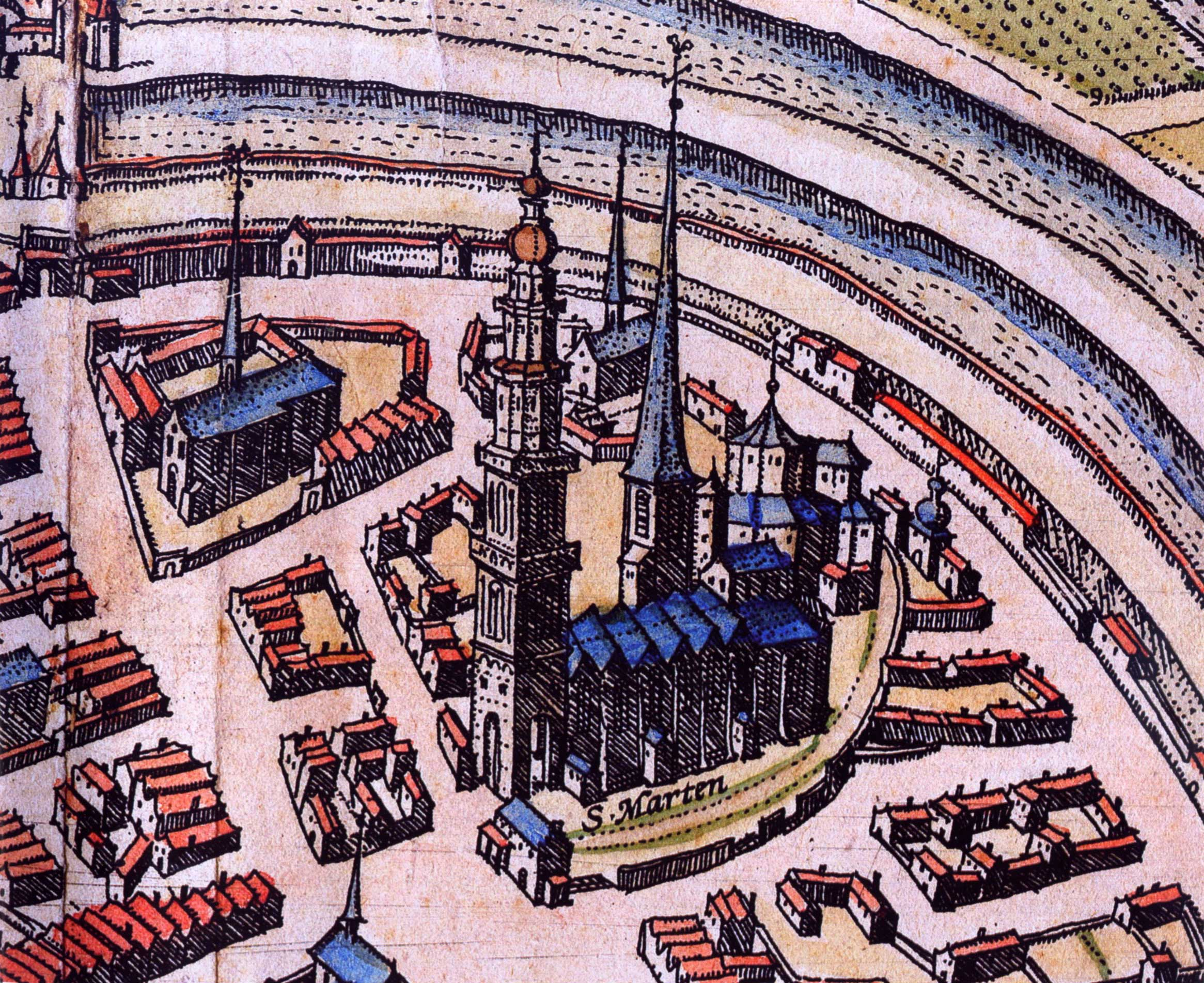
Veduta della chiesa nel 1575.

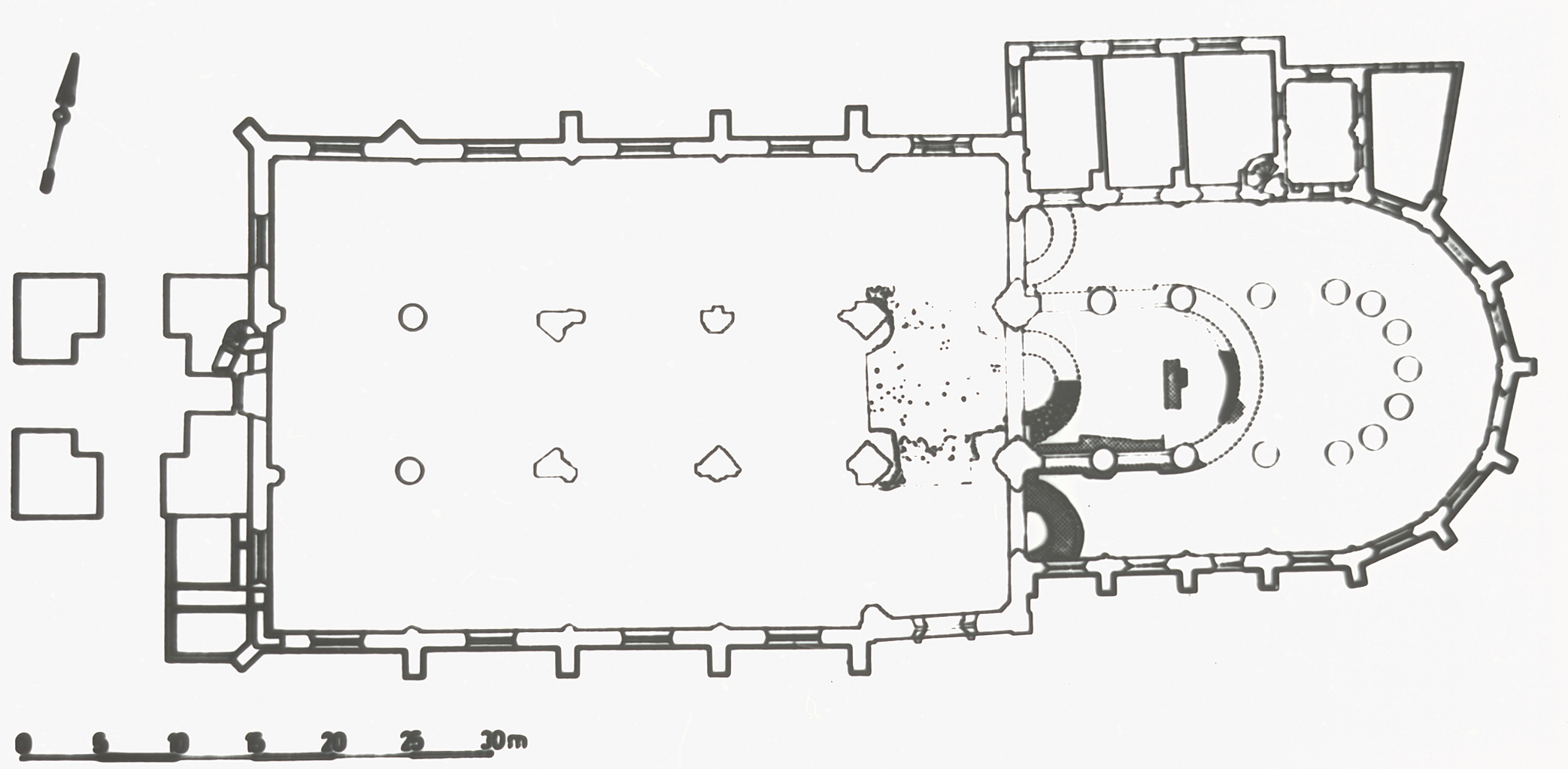
Pianta dell'edificio.

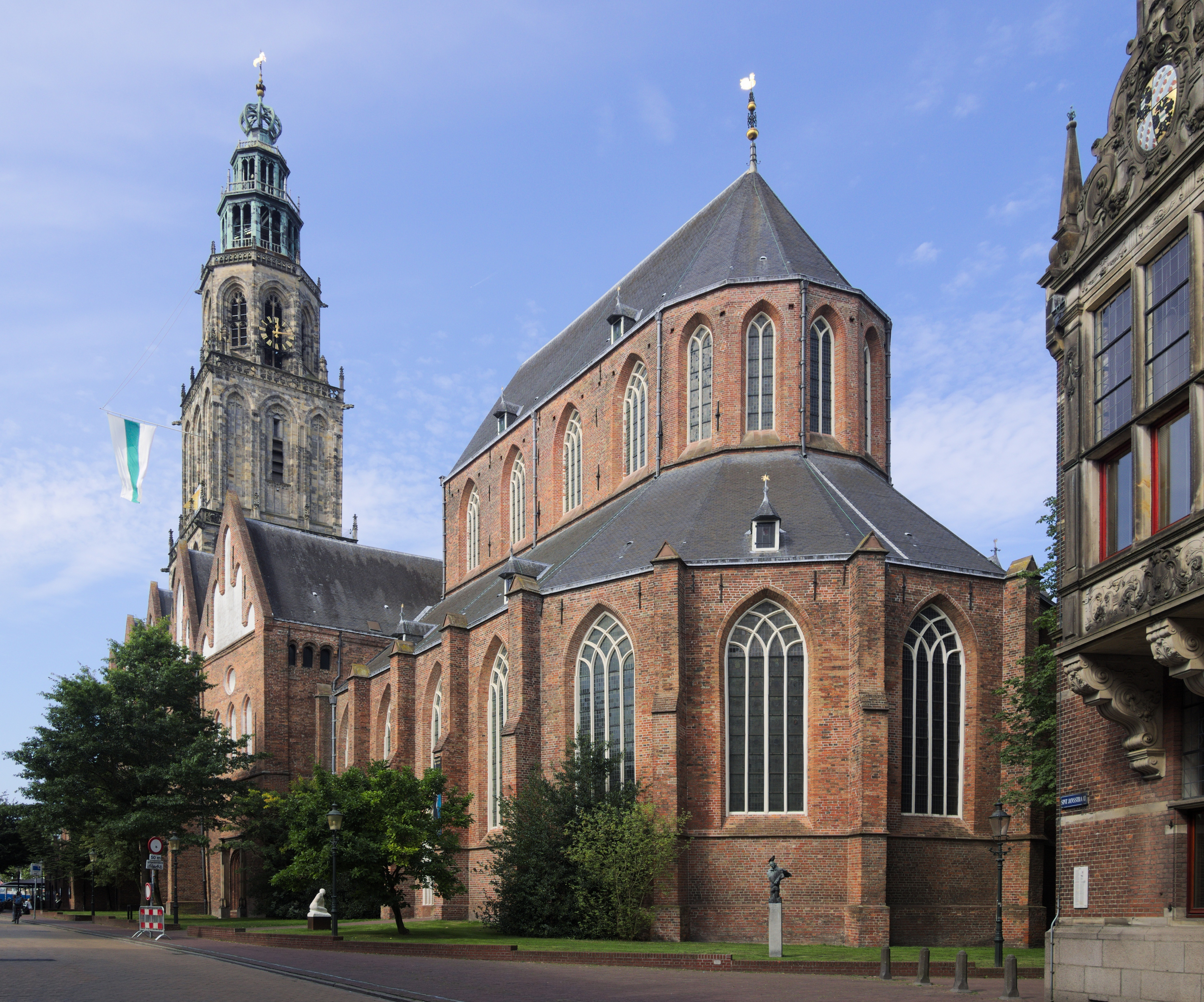
Veduta dell'abside.

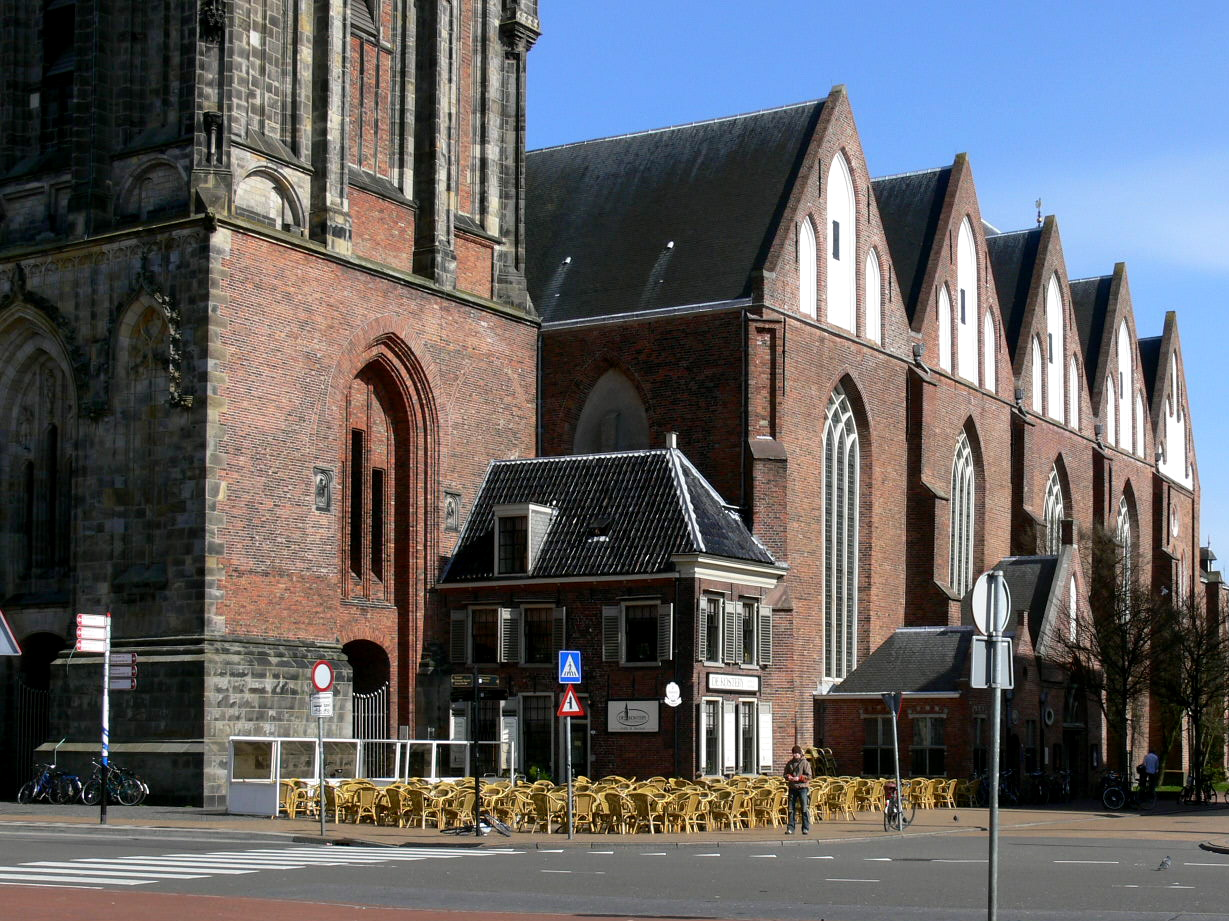
Veduta del fianco destro.

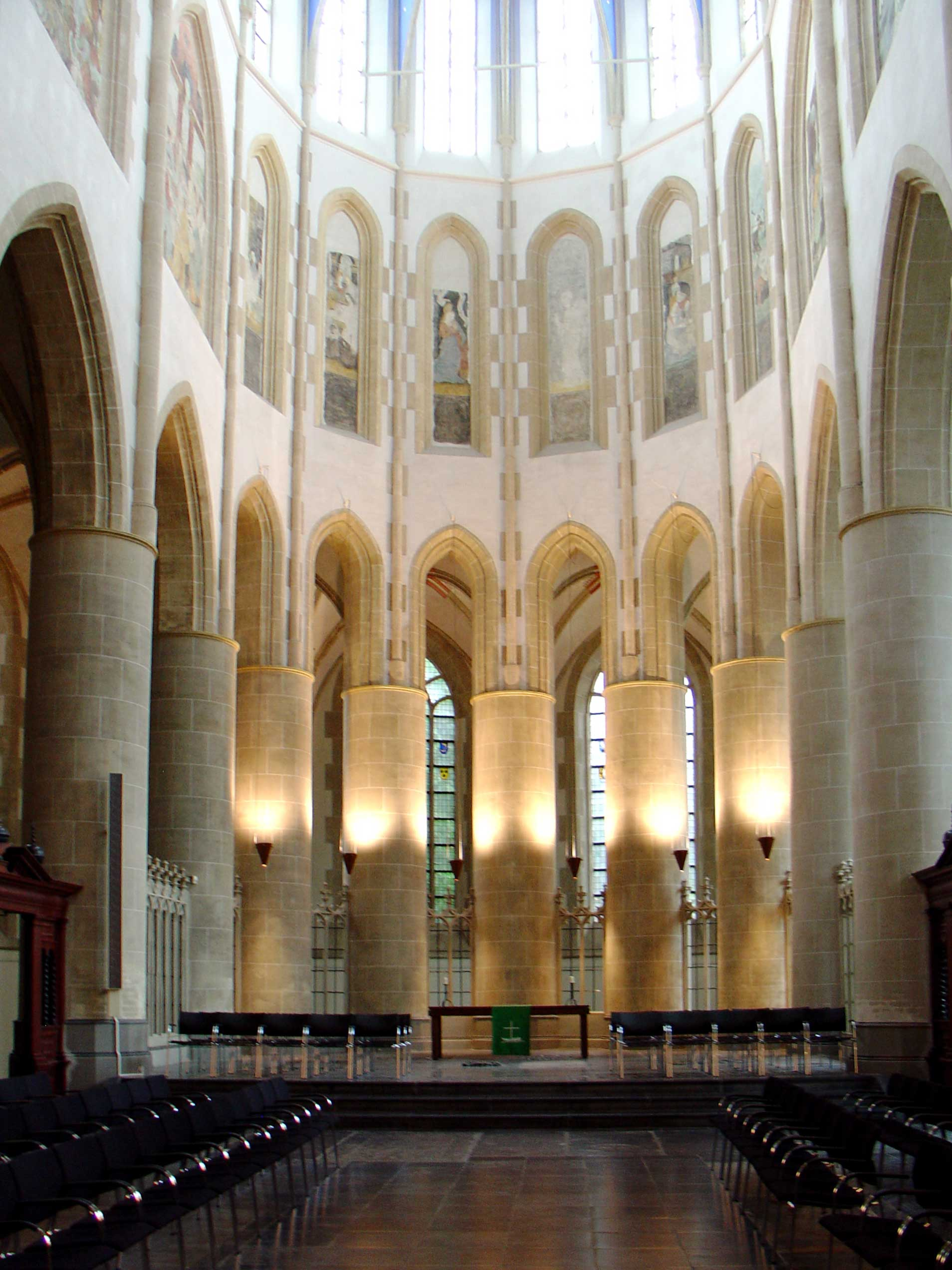
Il coro.

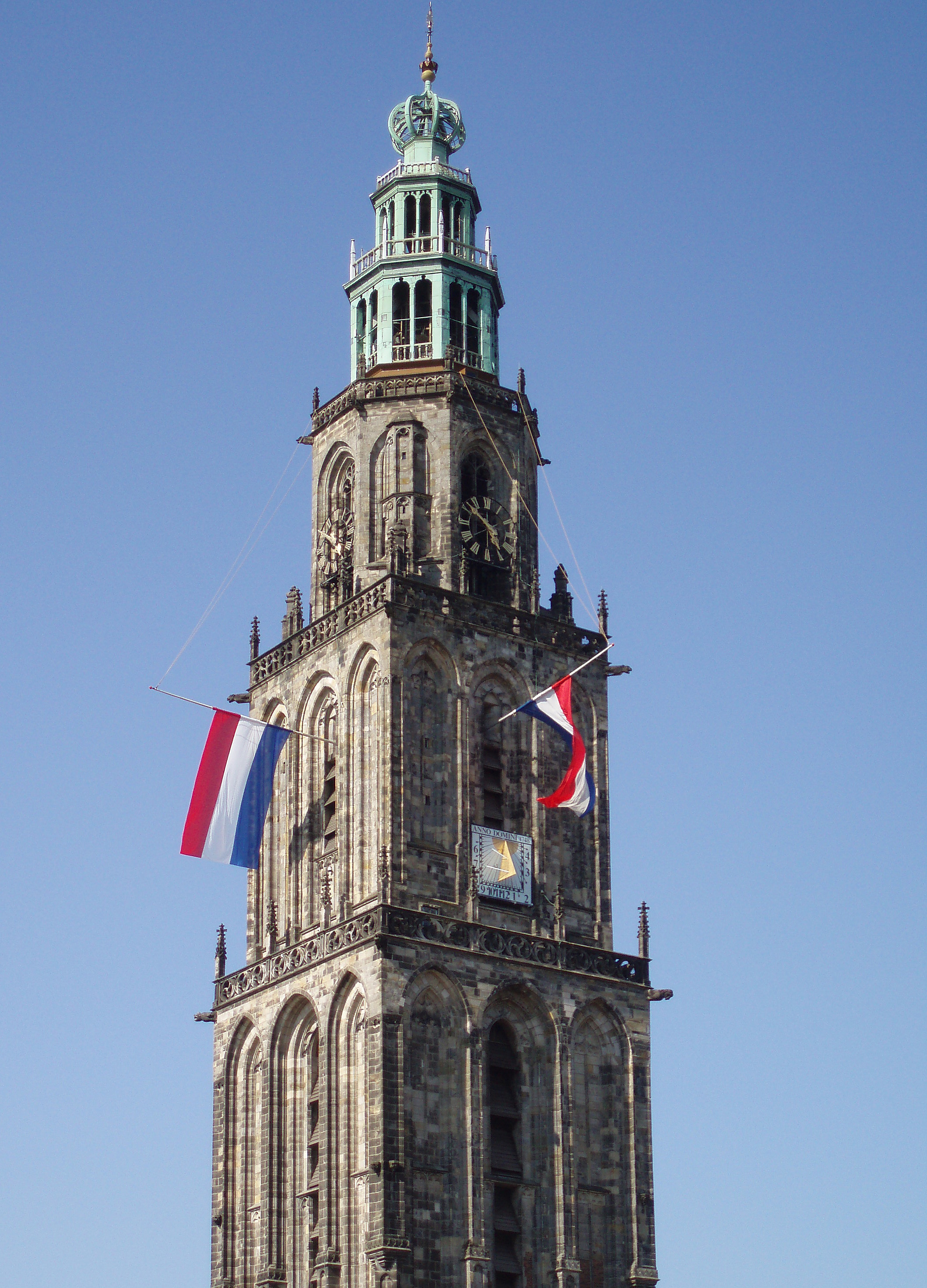
La Martinitoren.

### Origini
Recenti ricerche archeologiche hanno dimostrato che nel sito della chiesa attuale vi sorgevano in precedenza almeno due, se non tre chiese precedenti. Era stato a lungo ipotizzato che la scomparsa Chiesa di Santa Valburga, esistita dai primi anni del XII secolo, fosse stata la più antica chiesa di Groninga, ma i nuovi scavi hanno portato alla luce resti lignei di un edificio precedente. Si tratta di un edificio in legno risalente a circa l'800 e che venne costruito sui margini di un cimitero. Si presume che questa prima chiesa venne sostituita all'inizio del X secolo con un'altra in tufo, a navata unica, forse dedicata a Sant'Otger.
Tuttavia, secondo la tradizione, la prima chiesa in legno venne distrutta nell'810 o 836 dai Vichinghi, e poi ricostruita con lo stesso materiale. Di questa seconda chiesa in legno, però, non si ha traccia.

### La basilica protogotica
Già parrocchiale della città e del circondario, il cosiddetto Gorecht; da verso il 1220 la chiesa custodì un'importante reliquia; il braccio di San Giovanni Battista, intorno al quale si tenevano cerimonie annuali e vi era concessa l'indulgenza di quaranta giorni.
Nel 1230 la chiesa di tufo venne sostituita da una basilica protogotica più grande dedicata a San Martino di Tours. Questa nuova chiesa appare sul sigillo più antico della Città, risalente al 1245.
Il grande edificio presentava un piedicroce diviso in tre navate, transetto e coro absidati e torre sulla facciata.

### Edificio gotico odierno
La chiesa aveva una funzione importante per l'intera comunità urbana. Diverse corporazioni avevano un proprio altare nella chiesa, che oltre all'altar maggiore, presentava almeno sedici altri altari minori.
Con lo sviluppo economico della città, grazie alla sua appartenenza alla potente Lega anseatica, e il crescente flusso di pellegrini attirati dalla reliquia del Battista, la chiesa venne notevolmente ampliata e trasformata nei primi anni del XV secolo secondo lo stile gotico allora in auge. Il cantiere iniziò con la costruzione di un deambulatorio, seguito da un nuovo, luminoso, coro, decorato con affreschi.
Dopo il completamento del presbiterio si pose mano al piedicroce, mantenendo la base delle navate esistenti, si allungò la costruzione verso ovest di una campata inglobando la torre, e si alzarono le navate laterali all'altezza di quella centrale, trasformando la chiesa in una hallenkirche. 
In seguito il piedicroce venne coperto con quattro tetti trasversali a due falde, molto più bassi rispetto al coro, ma in unità stilistica col transetto, che venne mantenuto. 
Nel 1468 la torre crollò e danneggiò gravemente il piedicroce.
Dopo il crollo del campanile la chiesa fu ulteriormente ampliata di una campata; e una nuova torre fu poi costruita tra il 1469 e il 1482 più a ovest della chiesa.
Nel 1559 re Filippo II di Spagna, sovrano delle Diciassette Province, e Papa Paolo IV riorganizzarono la Chiesa nei Paesi Bassi. In questo progetto il 12 maggio 1559, con la bolla Super universas, venne fondata la nuova Diocesi di Groninga. Comprendeva la città, il territorio circostante e il Drenthe, ritagliati dall'Arcidiocesi di Utrecht, e la chiesa di San Martino venne elevata al ruolo di cattedrale. Tuttavia le dispute fra cattolici e protestanti si fecero via via sempre più forti e dopo il 1588 la reliquia del Battista, come quelle di Sant'Otger, andò perduta, ora la ricorda solo il nome della vicina Sint Jansstraat (Via san Giovanni).
In seguito alla Guerra degli ottant'anni il culto cattolico fu proibito; dopo che i protestanti conquistarono la città, il 22 luglio 1594 il vescovo di Groninga riparò a Bruxelles e alla sua morte (7 marzo 1603) la diocesi fu soppressa.
Fortunatamente la chiesa non visse mai l'iconoclastia, infatti i protestanti si limitarono a rimuovere gli altari e le statue e a ricoprire gli affreschi con calce bianca. Domenica 27 luglio 1594 il predicatore Menso Alting da Emden vi celebrò il primo servizio protestante.
Durante l'occupazione francese dell'Olanda, i ricchi possedimenti della Chiesa di San Martino passarono al Comune di Groninga e i proventi vennero destinati a scopi pii. Il campanile della chiesa, nel 1798, divenne torre civica.
Nel 1923 si procedette a un grande restauro dell'edificio, dove vennero riscoperti e restaurati gli affreschi del coro. In seguito, durante l'ultimo restauro del 1970-80 vennero alla luce anche i dipinti floreali delle volte del piedicroce.

### Torre
L'attuale campanile della chiesa di San Martino ha avuto due predecessori. La prima, alta circa 30 metri, venne eretta nel XIII secolo in stile romanico-gotico ad ovest dell'edificio. La torre presentava un tetto tenda a piramidale e due campanili a vela. Questa torre andò distrutta da un fulmine nel 1408.
Dal 1430 la chiesa fu ampliata in stile gotico e nel 1452 si avviò la costruzione di una seconda torre, alta circa 45 metri, eretta parte in pietra e parte di legno. Le pareti della chiesa inglobarono nel 1461 la torre. Nel 1465 un grande incendio, a causa di un fulmine, devastò la torre, che crollò nel 1468 insieme a tutte le estensioni.
Una terza torre, alta più di 100 metri, venne eretta più a ovest della chiesa. Venne completata nel 1553 o 1554 su modello del campanile del Duomo di Utrecht. 
Tuttavia, nel 1577, con la partenza degli Spagnoli dalla città, un altro incendio infuriò sulla torre distruggendone la guglia. La torre venne restaurata nel 1627 e dotata di una nuova guglia, barocca, che le fa raggiungere un'altezza di 96,8 metri. La torre è dal 1798 di proprietà del Comune di Groninga.
Dagli abitanti è affettuosamente chiamata de Olle Grieze, il "Vecchio Grigio" in groninghese.

## Interno

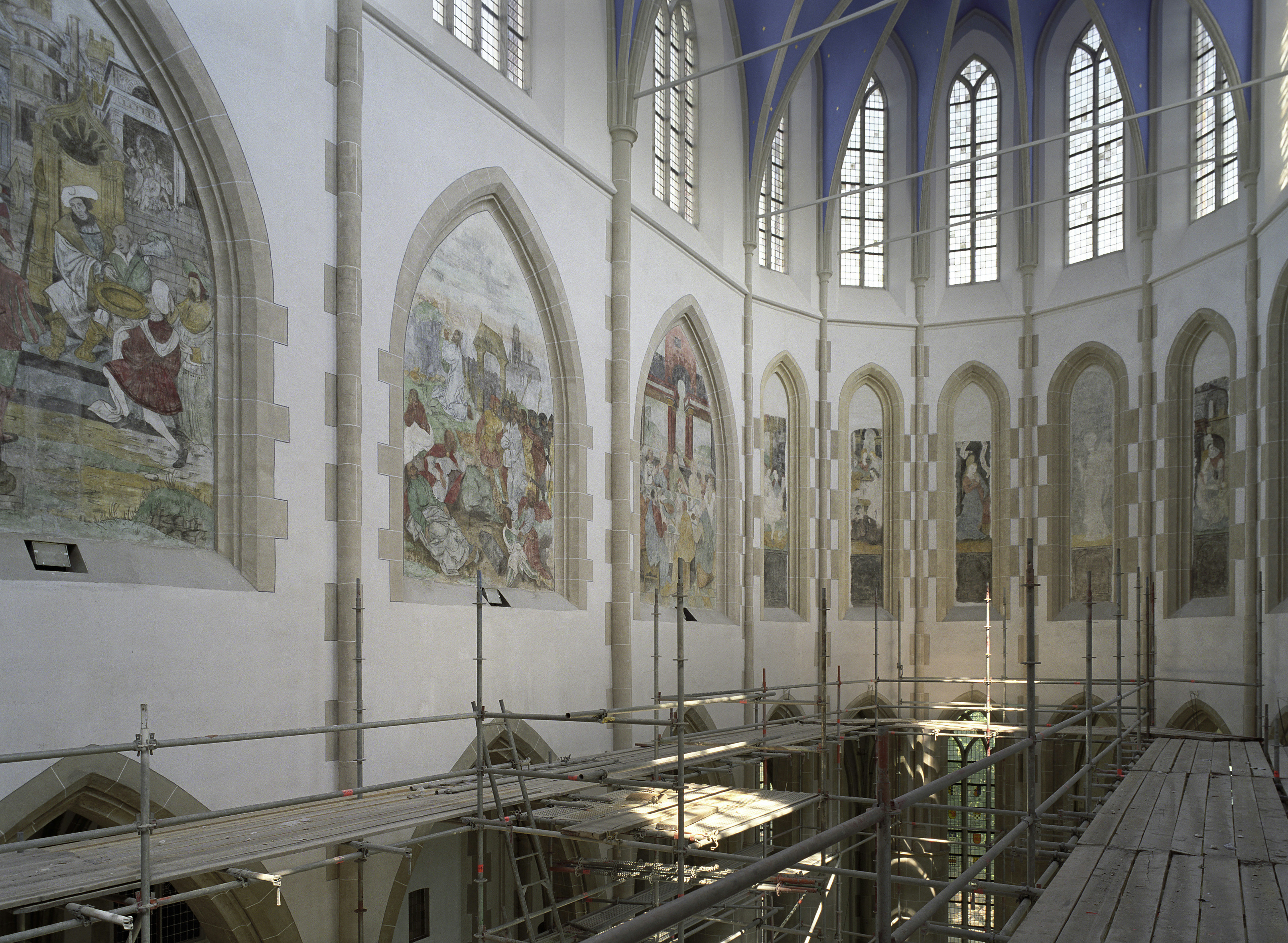
Gli affreschi del coro.

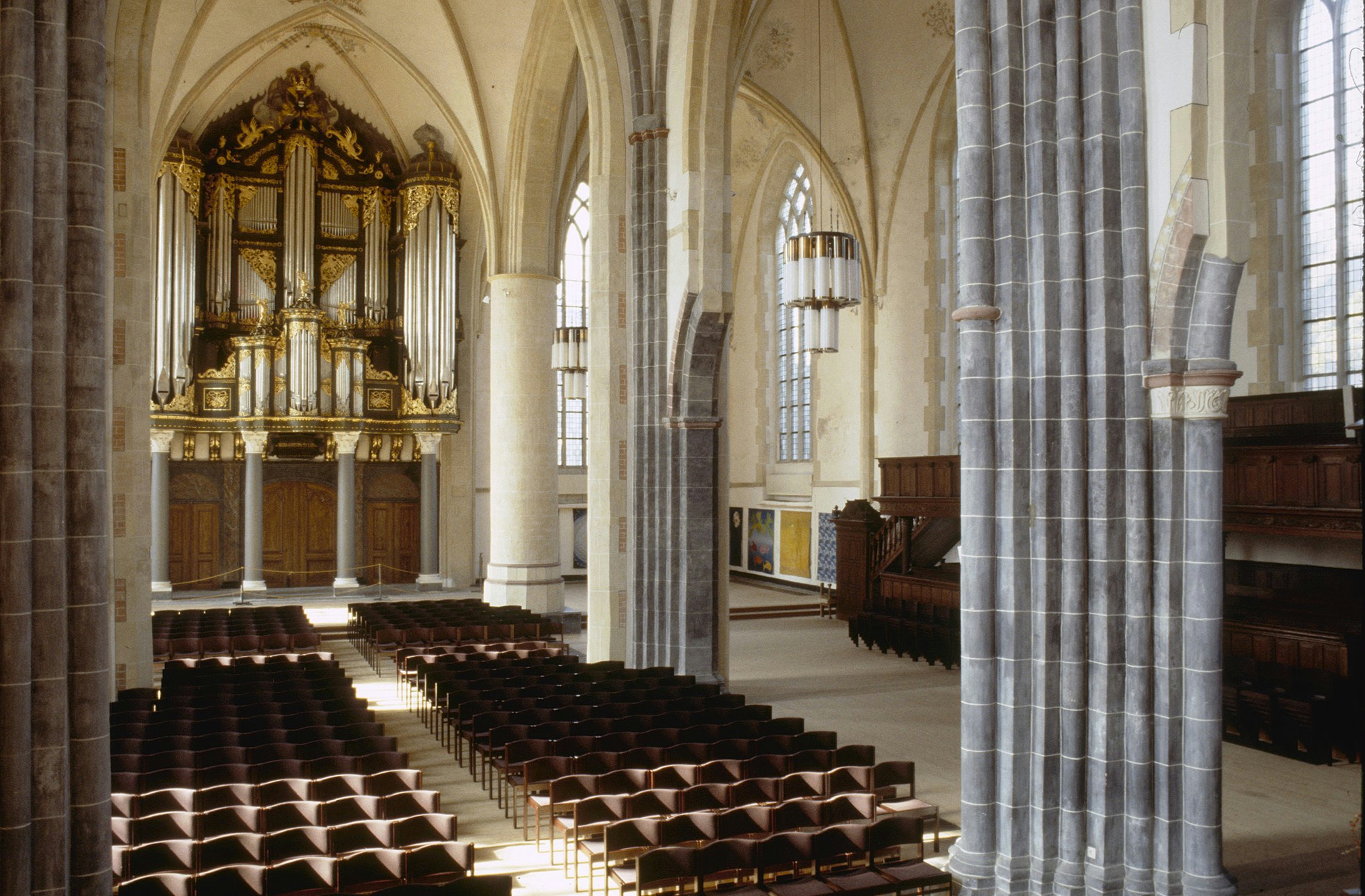
Veduta del piedicroce.

L'interno si presenta diviso in due parti ben distinte. Il piedicroce del tipo hallenkirche, diviso in tre navate da pilastri che s'innestano direttamente sulle volte; e il grandioso coro a deambulatorio alzato sui tre livelli delle arcate, triforio e cleristorio.
Vi si conservano numerosi affreschi, dei quali il più antico è una pittura parietale del 1250 circa che raffigura la Madonna sul trono di Salomone. Le volte del piedicroce presentano motivi vegeto-floreali; figure di Santi come i gemelli Cosma e Damiano, San Cristoforo, Sant'Otger e San martino; Scene di Caccia con falconieri, giullari, vescovi. Vennero eseguiti a partire dal XIII secolo e gli ultimi risalgono al 1480.
Intorno al 1540 vennero eseguiti i quattordici affreschi delle nicchie ogivali del triforio del coro. Essi raffigurano Scene della Vita di Cristo. Con la Riforma furono coperti da uno strato di calce, e rivennero alla luce durante il restauro del 1923.

### Grand'Organo

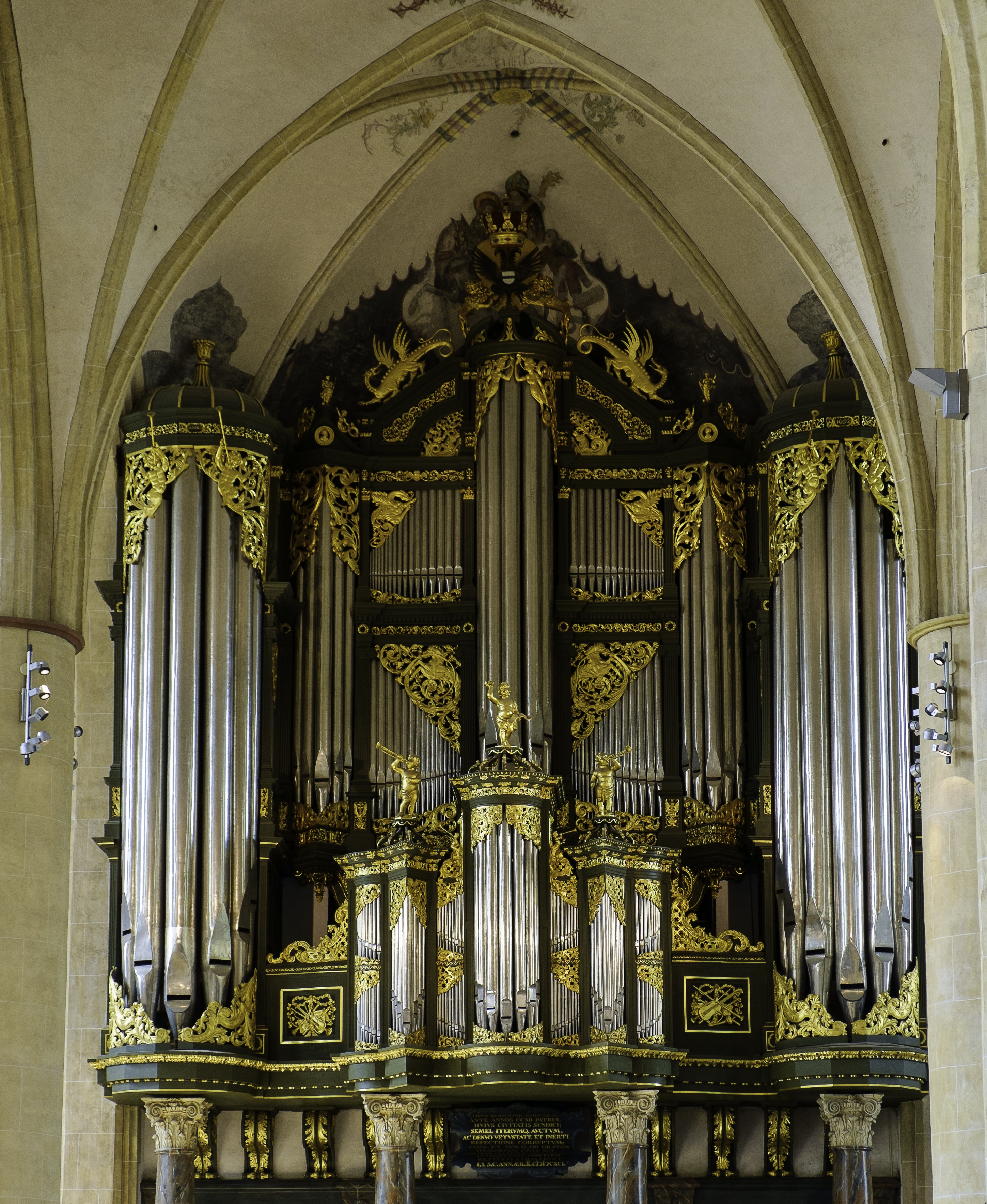
Il Grand'Organo barocco.

La sua lunga e complessa costruzione si avviò nel 1481 ad opera di Johan then Damme da Appingedam, con la collaborazione dell'umanista Rudolf Agricola.
Nel 1542 lo strumento subì una radicale ristrutturazione in stile rinascimentale, poi continuata da Andreas de Mare da Gand. Nel XVII secolo il Consiglio cittadino volle ingrandire l'organo e ne commissionò il lavoro nel 1628 ad Anthoni Verbeek, che realizzò la cassa barocca ma recò notevoli danni allo strumento, tanto che nel 1672 i lavori vennero sospesi. Nel 1685 ci si affida a Jan Helman, orologiaio locale, che, morto cinque anni dopo, non riuscì nell'impresa.
Finalmente nel 1691 il Consiglio cittadino decide di chiamare il celebre organaro Arp Schnitger da Amburgo, il quale dopo mesi di lavoro, consegnò nel 1692 uno strumento barocco maestoso.
Nel corso dei secoli, tuttavia, modifiche, ammodernamenti e ampliamenti si seguirono fino al 1938, quando ormai lo strumento aveva perso il carattere barocco datogli da Schnitger.
Fra il 1976 e il 1984 il celebre Jürgen Ahrend da Leer venne incaricato di ripristinare l'organo barocco.
Oggi l'organo della chiesa di San Martino, con i suoi 53 registri e 3500 canne è tra gli organi barocchi più noti e più grandi del mondo.